# Stomacrustula porosa
Stomacrustula porosa is een mosdiertjessoort uit de familie van de Fatkullinidae. De wetenschappelijke naam van de soort is voor het eerst geldig gepubliceerd in 1958 door Androsova.